# Hudson River Wind Meditations
Hudson River Wind Meditations – dwudziesty pierwszy album Lou Reeda wydany 24 stycznia 2007 przez wytwórnię Sounds True. Nagrań dokonano w 2006 w nowojorskim studiu Animal Lab i The Lodge (Greenwich Village). 

## Lista utworów
1. "Move Your Heart" (L. Reed) – 28:54
2. "Find Your Note" (L. Reed) – 31:35
3. "Hudson River Wind (Blend the Ambiance)" (L. Reed) – 1:50
4. "Wind Coda" (L. Reed) – 5:23

## Skład
- Lou Reed – aranżacja, mix, produkcja
- Héctor Castillo – mix (Animal Lab)
- Emily Lazar – mastering (The Lodge)
- Hal Willner – mix i produkcja (Animal Lab)